# كريس مورتيمر
كريس مورتيمر (بالإنجليزية: Chris Mortimer)‏ هو لاعب دوري الرغبي أسترالي، ولد في 19 أغسطس 1959 في واجا واجا في أستراليا.